# Cocobeach
Cocobeach är en ort i Gabon. Den ligger i provinsen Estuaire, i den nordvästra delen av landet, 70 km norr om huvudstaden Libreville. Antalet invånare är 2 591.